# Arciom Parachouski
Arciom „Art” Parachouski (biał. Арцём Парахоўскі; ur. 6 października 1987 w Mińsku) – białoruski koszykarz występujący na pozycji środkowego, od 2022 r. zawodnik Śląska Wrocław.
W sezonie 2009/10 był liderem I Dywizji NCAA w zbiórkach (13,4 zbiórki na mecz). Został najlepszym graczem konferencji przez 2 lata z rzędu (2009 i 2010). Zgłosił się do draftu NBA 2010, lecz mimo oczekiwanego wyboru w drugiej rundzie, nie został wybrany w ogóle. Mimo tego, grał w lidze letniej w drużynie Boston Celtics. 20 sierpnia podpisał kontrakt z łotewskim VEF Ryga. 27 sierpnia 2017 został zawodnikiem izraelskiego Maccabi Tel Awiw. 19 grudnia 2018 przeszedł do litewskiego Lietuvos Rytas Wilno. 7 sierpnia 2019 podpisał umowę z serbskim Partizanem NiS Belgrad. 12 stycznia 2020 zawarł kontrakt z francuskim SIG Strasburg.
Jego żoną jest była polska siatkarka Gabriela Buławczyk.

## Osiągnięcia
Stan na 16 czerwca 2023, na podstawie, o ile nie zaznaczono inaczej.
NCAA
- Uczestnik turnieju NCAA (2009)
- Mistrz:
  - turnieju konferencji Big South (2009)
  - sezonu zasadniczego Big South (2009)
  - meczu gwiazd NCAA – Reese's College All-Star Game (2010)
- Koszykarz roku konferencji Big South (2009, 2010)[11]
- MVP turnieju Big South (2009)
- Wybrany do:
  - I składu:
    - Big South (2009, 2010)
    - turnieju Big South (2009)
- Lider NCAA w zbiórkach (2010)[12]

Drużynowe
- Mistrz:
  - Łotwy (2011)
  - Izraela (2018)
- Wicemistrz:
  - Ligi Bałtyckiej (2011)
  - Rosji/VTB (2016)
  - Litwy (2019)
  - Polski (2023)[13]
- Brąz mistrzostw Izraela (2014)
- Zdobywca:
  - pucharu:
    - Ligi Bałtyckiej (2011)
    - Ukrainy (2012)
    - Litwy (2019)
    - ligi izraelskiej (2017)

  - superpucharu Ligi Adriatyckiej (2019)
- Finalista pucharu:
  - Izraela (2018)
  - ligi izraelskiej (2014)
- 4. miejsce podczas mistrzostw Ukrainy (2012)

Indywidualne
- MVP:
  - ligi bałtyckiej (2011)
  - pucharu Litwy (2019)
  - kolejki:
    - Euroligi (4 – TOP16 –2014/2015)
    - ukraińskiej Superligi (16, 17 – 2011/2012)
- Uczestnik meczu gwiazd ligi:
  - VTB (2017)[14]
  - łotewskiej (2011)
- Lider w blokach:
  - Euroligi (2015)
  - Eurocup (2014)
  - ligi tureckiej (2013)

Reprezentacja
- Uczestnik:
  - kwalifikacji do mistrzostw Europy (2013, 2016, 2017)
  - mistrzostw Europy U–20 (2005 – 14. miejsce, 2006 – 16. miejsce)